# Holanthias caudalis
Holanthias caudalis är en fiskart som beskrevs av Trunov, 1976. Holanthias caudalis ingår i släktet Holanthias och familjen havsabborrfiskar. Inga underarter finns listade i Catalogue of Life.